# Convenzione di Faro
La convenzione di Faro, formalmente Convenzione quadro del Consiglio d’Europa sul valore del patrimonio culturale per la società, è un trattato internazionale multilaterale del consiglio d'Europa, sottoscritto nel 2005, in cui gli stati firmatari (più di 20) concordano sul libero beneficio e sull'aumento della partecipazione al patrimonio culturale.
Il titolo ufficiale della convenzione in lingua inglese è: Council of Europe Framework Convention on the Value of Cultural Heritage for Society.

## Contenuti
La convenzione di Faro stabilisce alcuni diritti e responsabilità riguardo al patrimonio culturale, citando come contesto l'articolo 27 della dichiarazione universale dei diritti umani che garantisce il diritto di prendere parte liberamente alla vita culturale della comunità, di godere delle arti e di partecipare al progresso scientifico ed ai suoi benefici.
L'articolo 1 della convenzione di Faro stabilisce che i diritti relativi al patrimonio culturale sono inerenti al diritto di partecipare alla vita culturale. L'articolo 4 stabilisce che ogni persona ha il diritto di beneficiare del patrimonio culturale e di contribuire al suo arricchimento.
La convenzione si concentra anche sulla promozione della sostenibilità, dell'accesso e dell'uso della tecnologia digitale nel contesto del patrimonio culturale, in particolare nell'articolo 14.

## Conclusioni ed entrata in vigore
La convenzione si è conclusa ed è stata firmata il 27 ottobre 2005 a Faro, in Portogallo. È entrata in vigore il 1º giugno 2011 dopo essere stata ratificata da 10 stati.

## Stati partecipanti
Al giugno 2022, la convenzione è stata ratificata dai 23 seguenti stati:
- Armenia
- Austria
- Belgio
- Bosnia ed Erzegovina
- Croazia
- Estonia
- Finlandia
- Georgia
- Ungheria
- Italia
- Lettonia
- Lussemburgo
- Macedonia del Nord
- Moldavia
- Montenegro
- Norvegia
- Portogallo
- Serbia
- Slovacchia
- Slovenia
- Spagna
- Svizzera
- Ucraina